# Akele Hum Akele Tum
Akele Tum Akele Hum – indyjski musical z 1995 w reżyserii Mansoora Khana. W rolach głównych wystąpili: rozsławiony dzięki roli w Lagaan Aamir Khan oraz Manisha Koirala, nagrodzona Nagrodą Krytyków Filmfare za Najlepszą Rolę w filmie Bombay. 
Film jest indyjską adaptacją hollywoodzkiego dramatu Sprawa Kramerów (1979) Roberta Bentona i zaczyna się tam, gdzie wiele bollywoodzkich filmów się kończy, czyli od ślubu. Tutaj wbrew woli rodziców. Potem oglądamy dramat małżeństwa zmagającego się z rozpadem więzi i ich walkę o syna.

## Fabuła
Kiran (Manisha Koirala) podczas noworocznego koncertu daje się oczarować piosenkarzowi Rohitowi (Aamir Khan). Śpiew jest ich wspólną fascynacją. Z czasem zakochani w sobie decydują się na ślub, chociaż Kiran waha się, bo dotychczas celem jej życia było zdobyć sławę jako śpiewaczka. Rodzice Kiran protestują przeciwko ich małżeństwu lekceważąc początkującego piosenkarza i obawiając się, że ślub zniszczy szanse Kiran na karierę. Po latach życie Kiran mija na codziennej trosce o dom i synka. Rohit próbując się przebić jako piosenkarz zapomina o marzeniach Kiran o śpiewaniu. Umęczona szarzyzną swojego życia i rozczarowana niezrozumieniem ze strony męża Kiran odchodzi z domu pozostawiając Rohitowi wychowanie syna. Rohit samotnie wychowując Sunila odkrywa radość ojcostwa. Z czasem syn i ojciec stają się dla siebie wszystkim. Cierpi na tym kariera Rohita, gdy tymczasem Kiran staje się sławną gwiazdą filmową i odzyskawszy siłę przebicia na drodze sądowej próbuje zabrać syna ojcu.

## Obsada
- Aamir Khan – Rohit Kumar
- Manisha Koirala – Kiran Kumar
- Master Adil – Sunil, ich syn
- Rakesh Roshan – Paresh Kapoor, reżyser filmu
- Tanvi Azmi – przyjaciółka Kiran

## Nominacje
- dla Aamira Khana do Nagrody Filmfare dla Najlepszego Aktora
- do Nagrody Filmfare dla Najlepszego Filmu
- dla Mansoora Khana do Nagrody Filmfare dla Najlepszego Reżysera
- dla Manishy Koirali do Nagrody Filmfare dla Najlepszej Aktorki
- dla Anu Malika do Nagrody Filmfare za Najlepszą Muzykę
- dla Tanvi Azmido Nagrody Filmfare dla Najlepszej Aktorki Drugoplanowej
- dla Udita Narayana w piosence "Raja Ko Rani Se Pyar" do Nagrody Filmfare dla Najlepszego Męskiego Głosu w Playbacku

## Piosenki
- "Akele Hum Akele Tum"
- "Raja Ko Rani Se Pyar"
- "Dil Mera Churaya Kyun"
- "Dil Kehta Hai"
- "Aisa Zakhm Diya Hai"

śpiewają Udit Narayan, Kumar Sanu, Adiya Narayan i Alka Yagnik